# Speicherkartenlesegerät

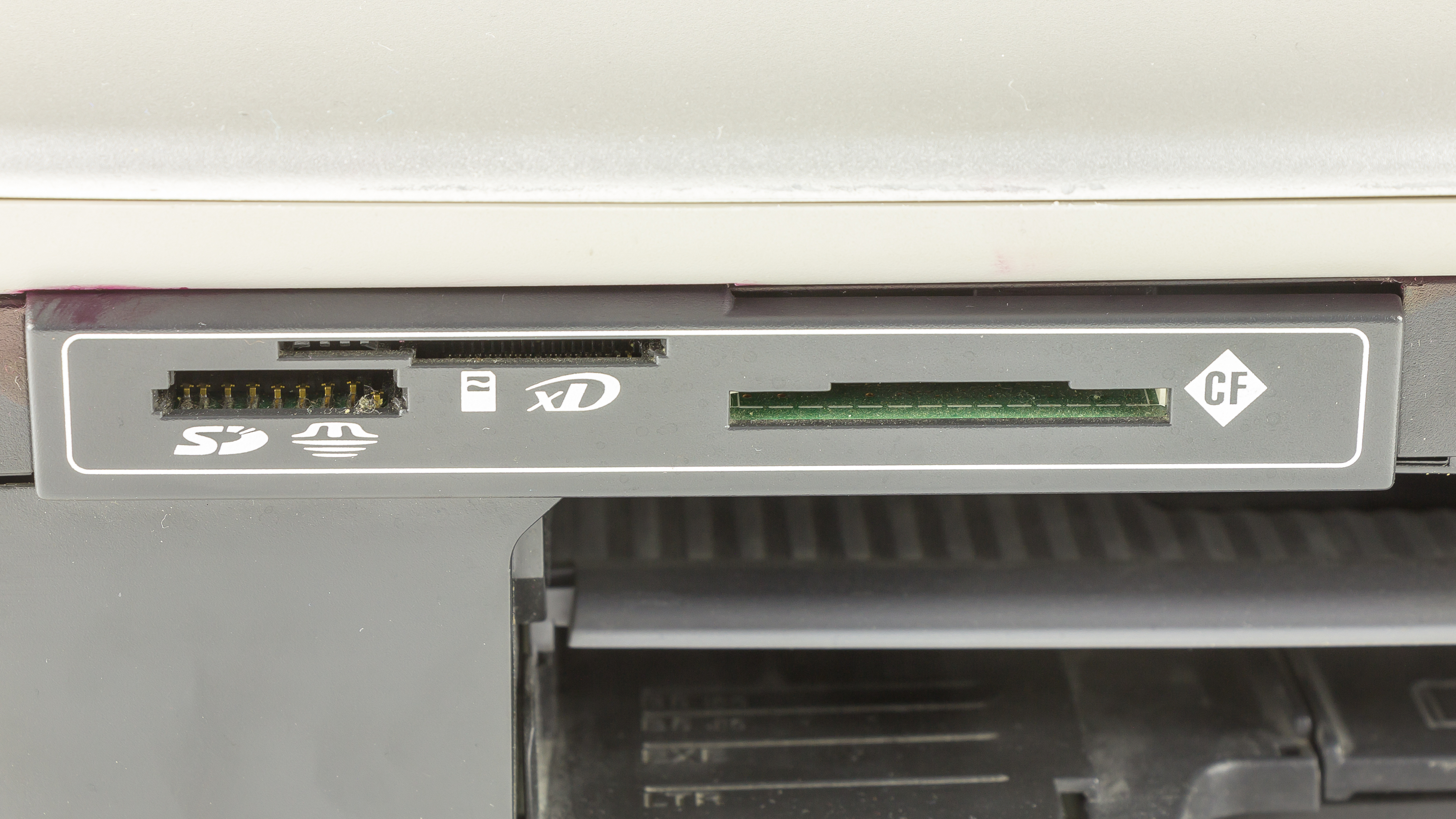
Leere Speicherkarten-Einschübe an einem Drucker: SD/MMC/Memory Stick (Pro), SmartMedia/xD und CF-Typ I

Ein Speicherkartenlesegerät, Speicherkartenleser, kurz Kartenleser, engl. (Media) Card Reader genannt, ist ein Gerät, zum Lesen und Beschreiben von Speicherkarten, wie zum Beispiel CF- oder SD-Karten, auf denen u. a. Bilder von Digitalkameras oder Audiodateien von MP3-Spielern gespeichert werden können. Dazu ist meist ein PC notwendig sowie ggf. die für das Gerät benötigte Software. Mittels USB OTG können die Geräte auch an viele Handys und Tablets angeschlossen werden, die allerdings nicht immer einen exFAT-Treiber für Kapazitäten über 32 GB haben.
Speicherkartenleser gibt es in externer wie auch in interner Form. Die externe Form ist ein kleines Kästchen, das mit einem USB- oder selten einem FireWire-Kabel an den PC angeschlossen wird oder in Stiftform direkt in eine USB-Buchse gesteckt werden kann. Die interne Form befindet sich als fest installierter Einschub im PC-Gehäuse, meist im 3,5″-Format und ist über ein Kabel mit der Hauptplatine verbunden. Diese Verbindung kann über USB, SATA oder IDE erfolgen. Oft bietet er auch USB- und Audio-Anschlüsse. Für Notebooks gibt es auch Lesegeräte in Form einer PCMCIA/CardBus-Karte. Für CompactFlash-Karten genügt hier ein passiver Adapter, da CompactFlash kompatibel zum PCMCIA-Steckplatz ist.
Heutige Speicherkartenlesegeräte können wie folgt nach der Anzahl und Art der Steckplätze kategorisiert werden: Single Card Reader (z. B. 1× SD), Multi Card Reader (z. B. 9-in-1) und Series Card Reader (z. B. 4× nur SD).
Ein Unterscheidungsmerkmal bei Speicherkartenlesern mit mehreren Steckplätzen ist der gleichzeitige (simultane) Datenverkehr. Geräte mit dieser Funktionalität ermöglichen es von mindestens zwei in beliebigen Steckplätzen eingesetzten Speicherkarten gleichzeitig lesen oder schreiben zu können, bis hin zum Datentransfer von Karte zu Karte. Die Anzahl der gleichzeitigen Datenströme ist je nach Modell fest vorgegeben und kleiner oder gleich der Anzahl von Steckplätzen. Sie entspricht der Anzahl der im Computer erscheinenden Laufwerke. Ein Gerät für simultanen Datenverkehr mit zwei Karten meldet zwei Laufwerke an. Bei Geräten für maximal vier gleichzeitige Datenströme sind es vier Laufwerke, bei denen für so viele Karten wie maximal eingesteckt werden können, ist es für jeden Steckplatz jeweils ein Laufwerk. Kartenlesegeräte ohne die Fähigkeit zum gleichzeitigen Datenverkehr melden sich als nur ein einziges Laufwerk und leiten den Datenstrom zu dem Steckplatz mit einer Speicherkarte darin. Sobald in mehr als nur einem Steckplatz eine Karte steckt, werden die Lese- und Schreibzugriffe abgebrochen.
Einige als Cardreader-Combo-Laufwerk bezeichnete Geräte enthalten zusätzlich ein Laufwerk für 3,5″-Disketten.

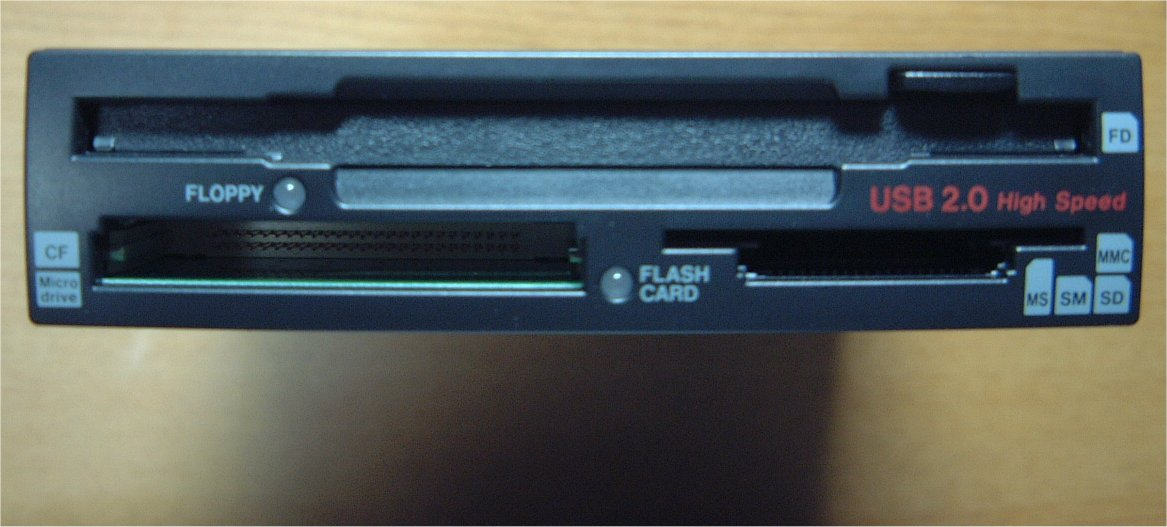
Cardreader-Combo-Laufwerk (USB)
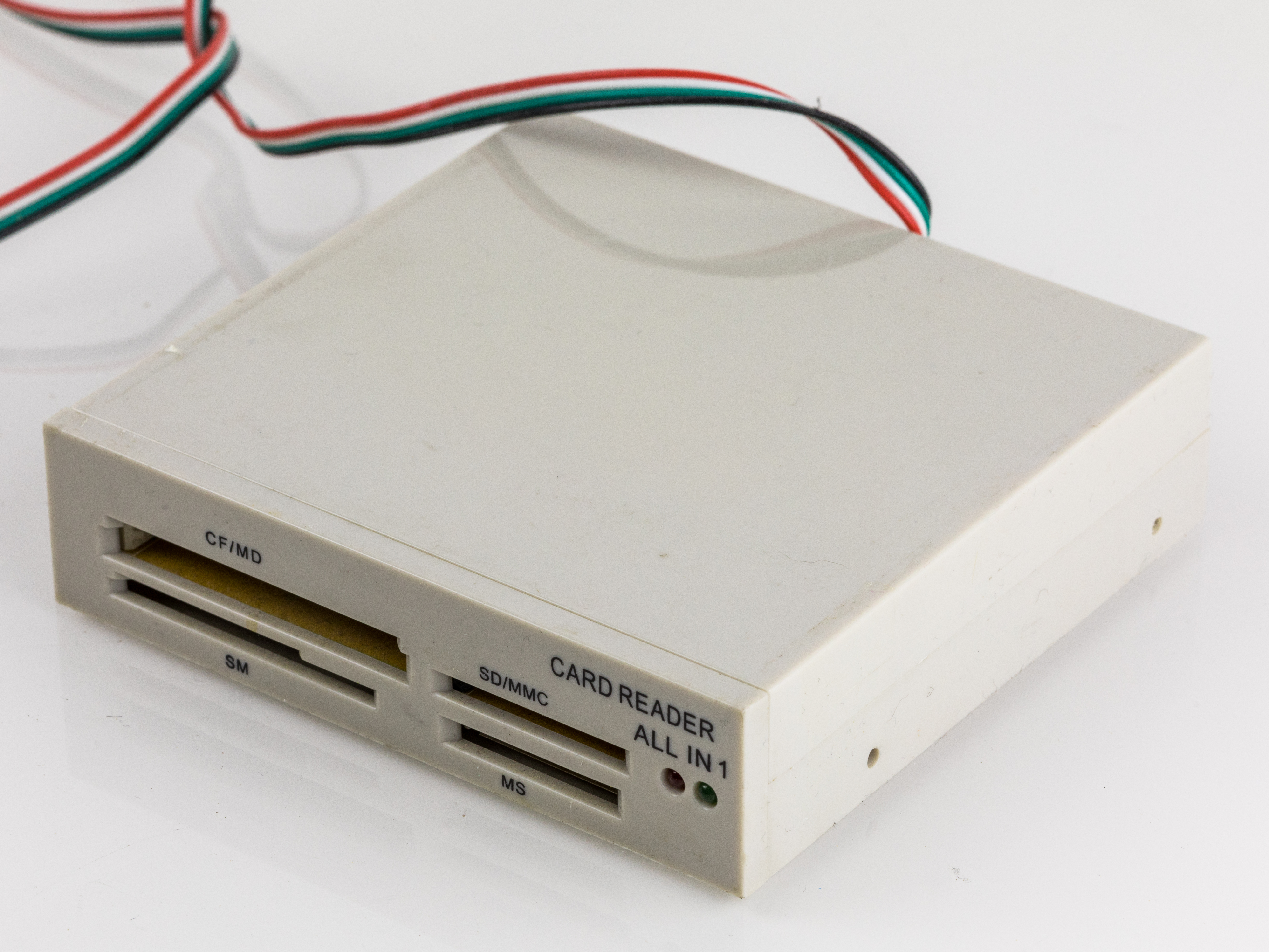
Interner USB-Multi-Kartenleser für einen 3,5″-Schacht eines Desktopcomputers
Externer USB-xD-SKartenleser
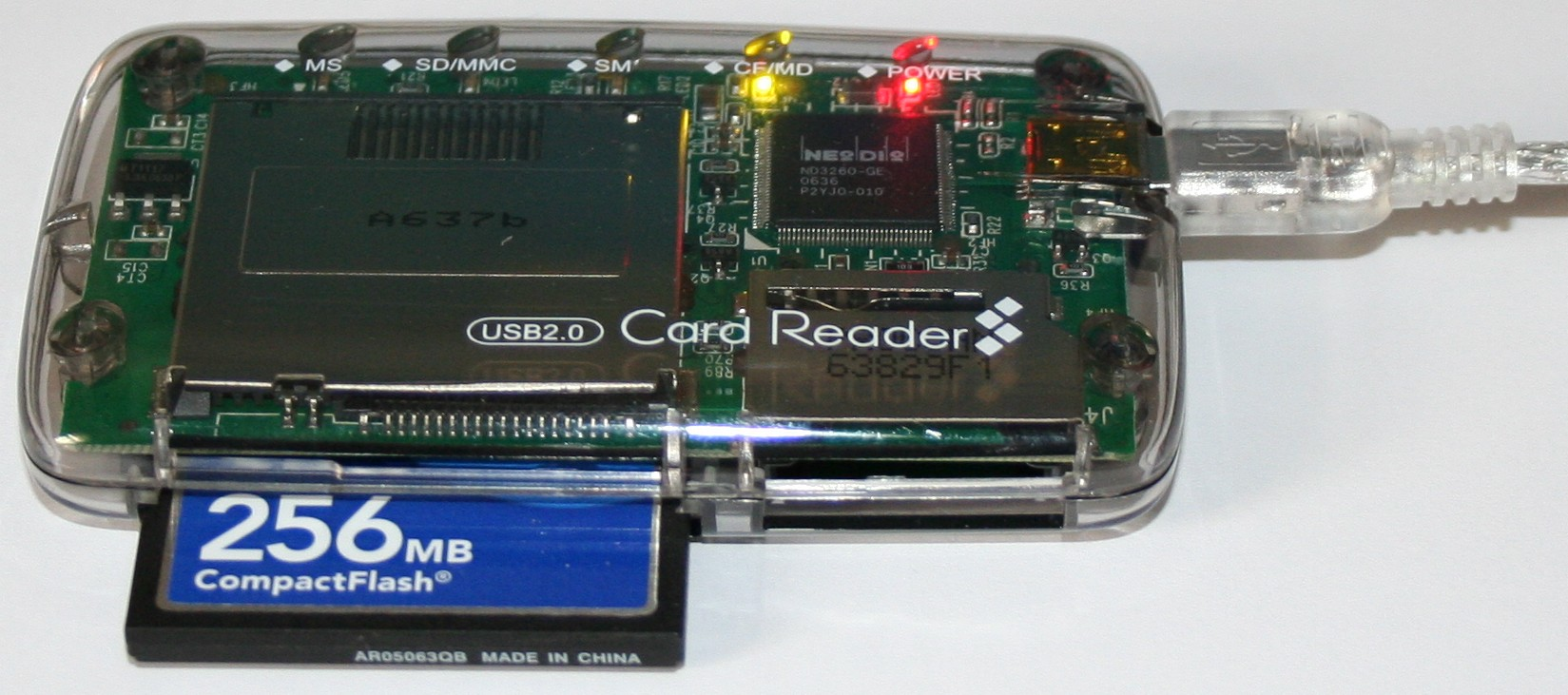
Externer USB-Kartenleser mit vier Schächten zur Aufnahme gebräuchlicher Medien; eine CF-Karte ist eingesteckt und wurde erkannt
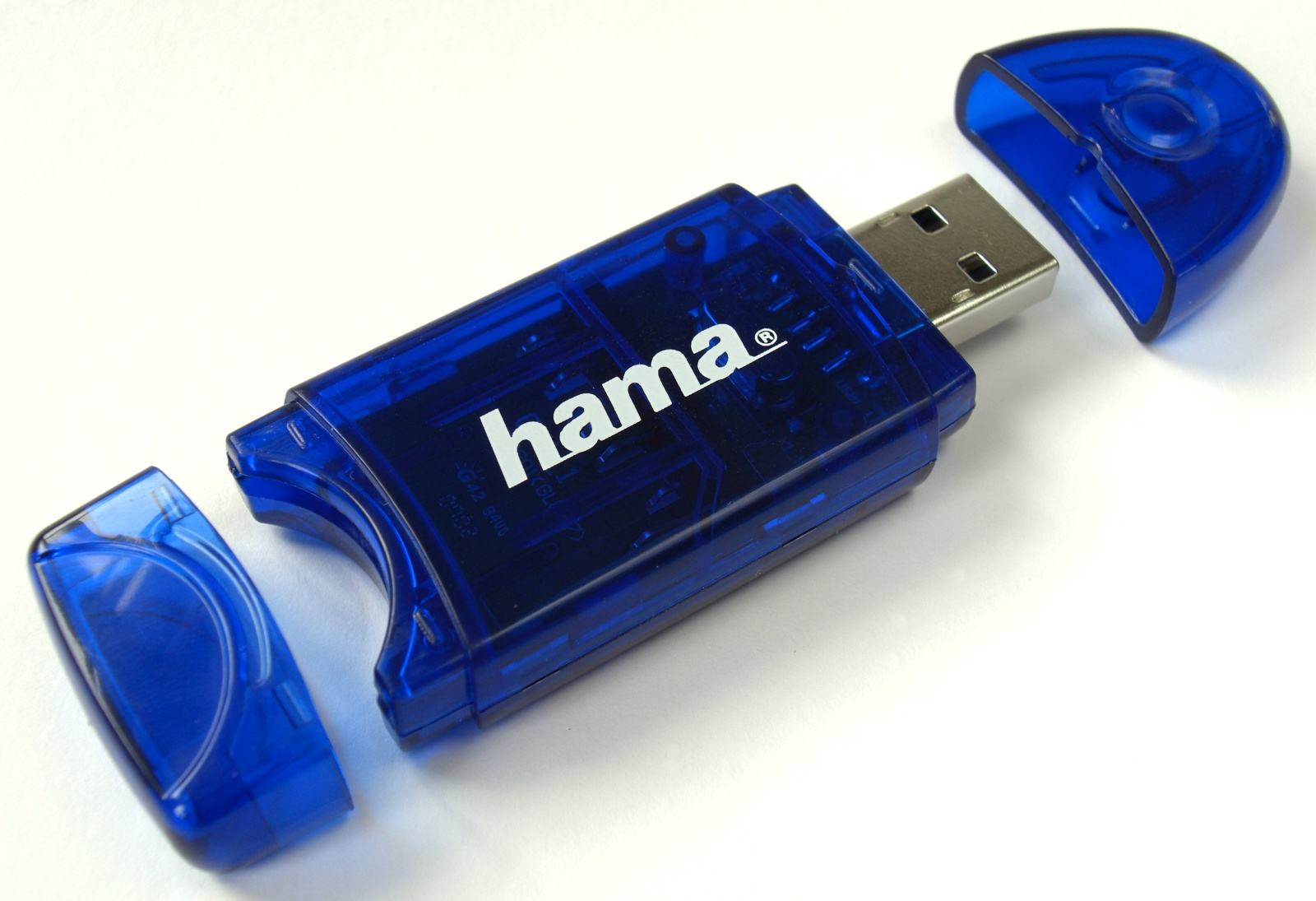
USB-Kartenleser für SD-Karten, gleichzeitig als USB-Stick verwendbar.
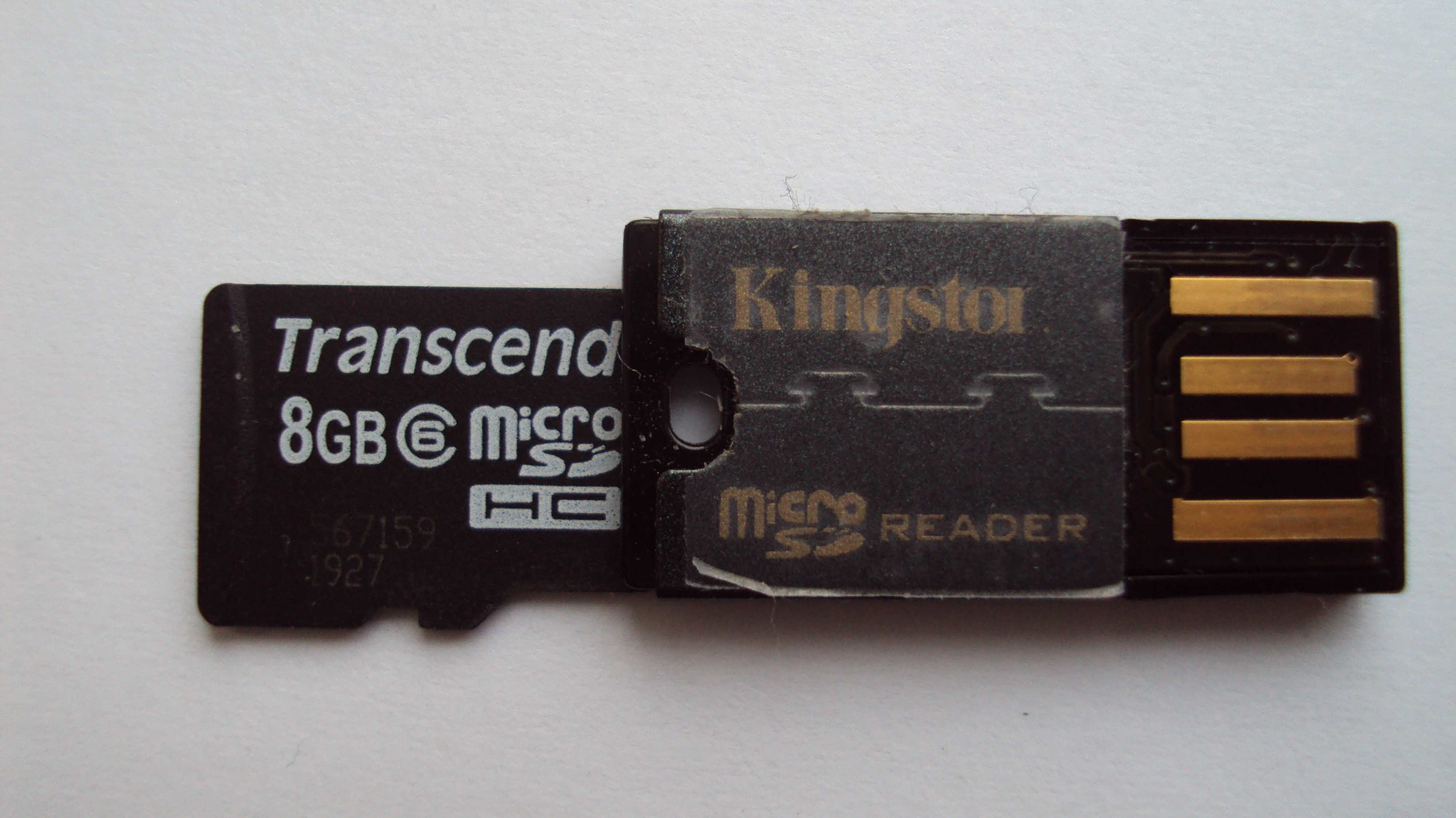
MicroSD-Kartenleser und MicroSD-Karte
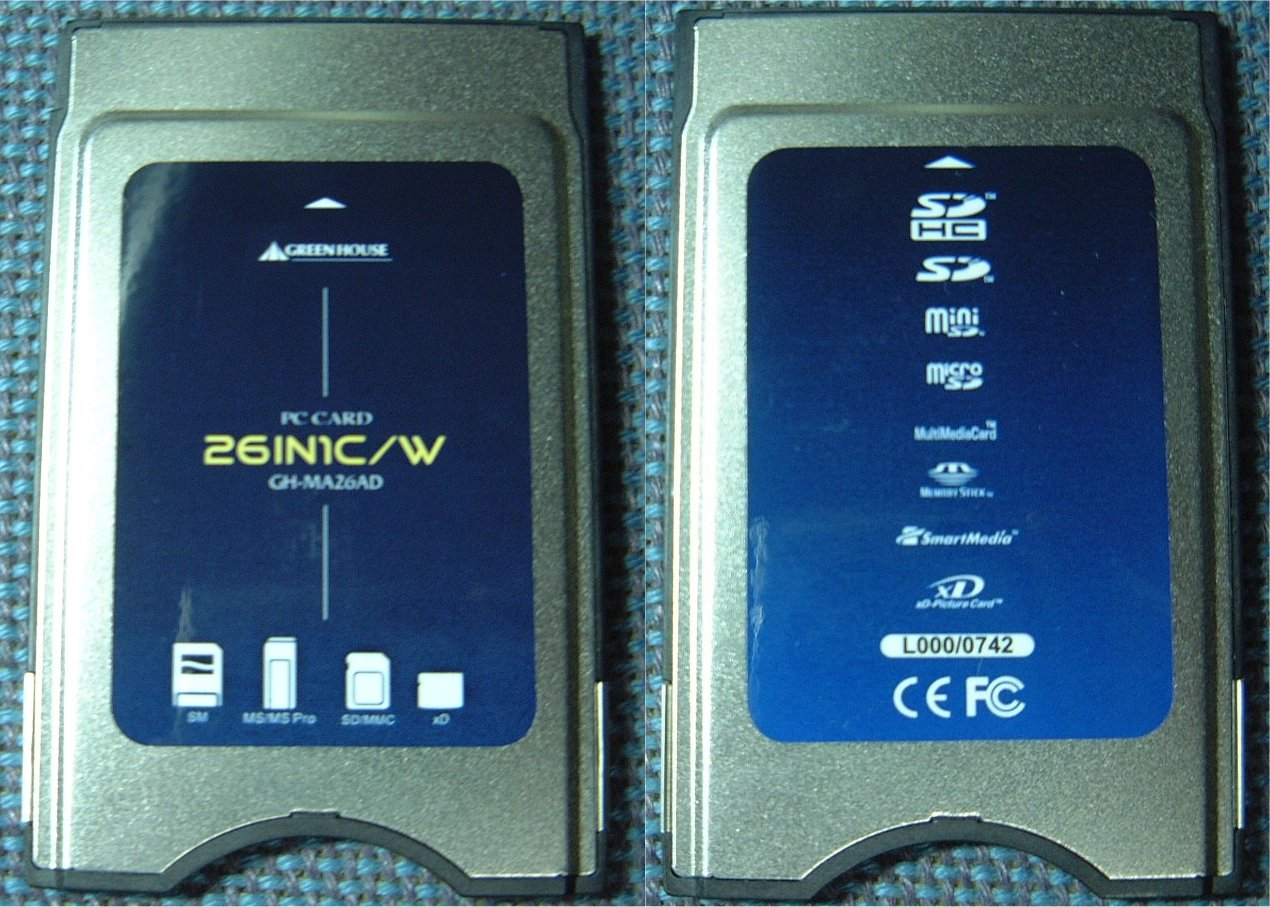
CardBus-Kartenleser (Multi Card Reader)

Keine Kartenleser im engeren Sinn sind Geräte, die nach dem Einbau in den Computer im normalen Betrieb von außen nicht zugänglich sind, wie etwa interne Adapter von CompactFlash auf IDE, die mit dauerhaft eingesteckter CompactFlash-Karte als Ersatz für eine IDE-Festplatte zum Einsatz kommen.

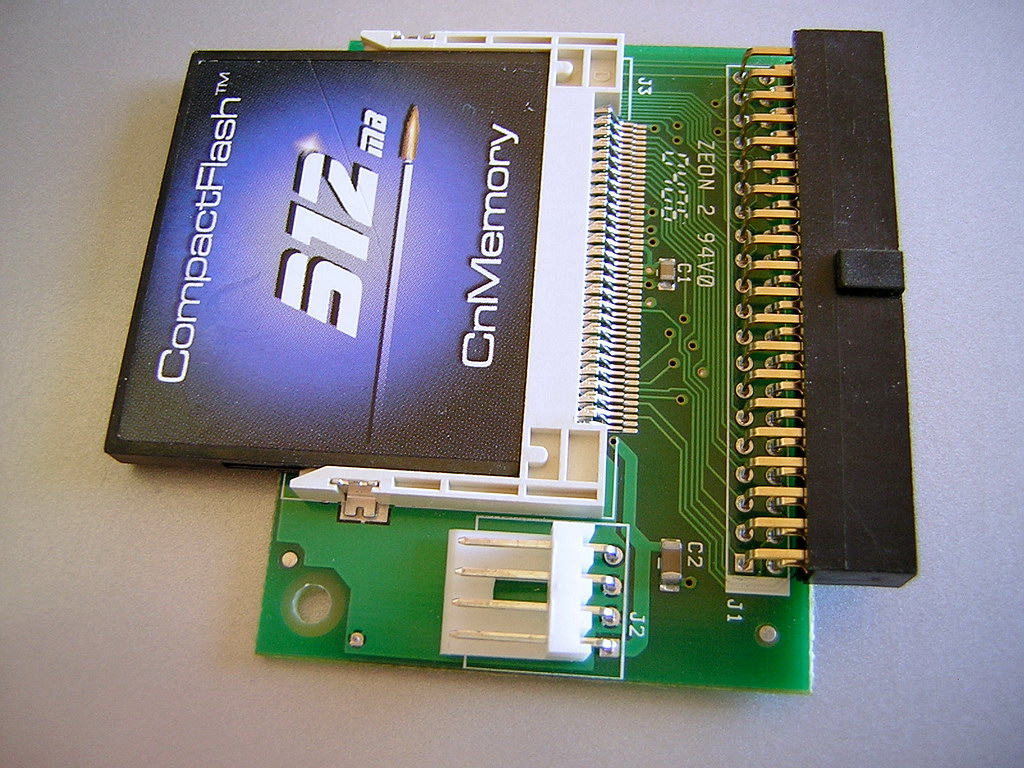
Interner Adapter von CompactFlash auf IDE

Bei vielen Notebooks und Mini-PCs ist der Speicherkartenslot inzwischen Teil der Hauptplatine und kein einzelnes Gerät.

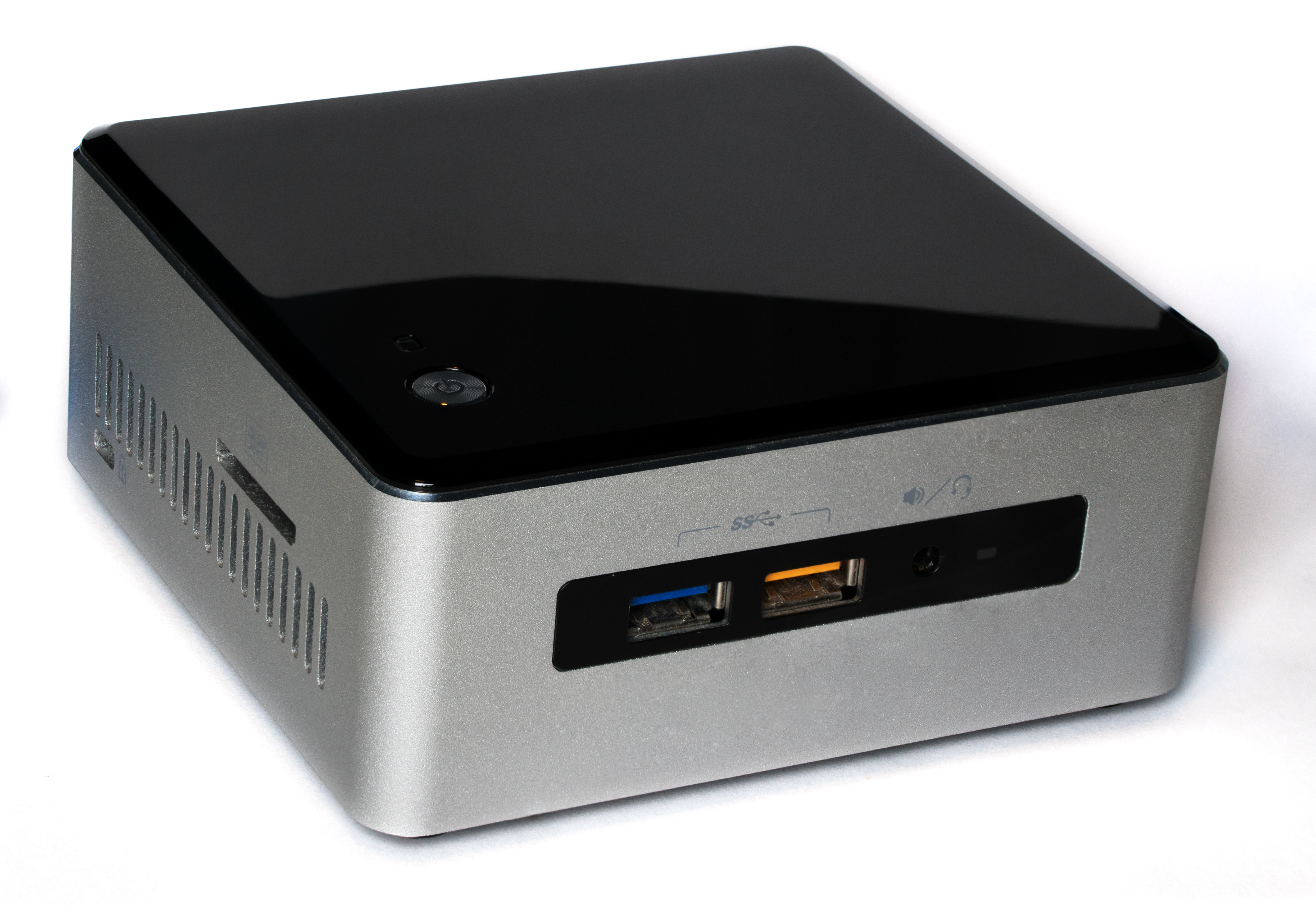
NUC6 mit integriertem SD-Kartenslot (links)
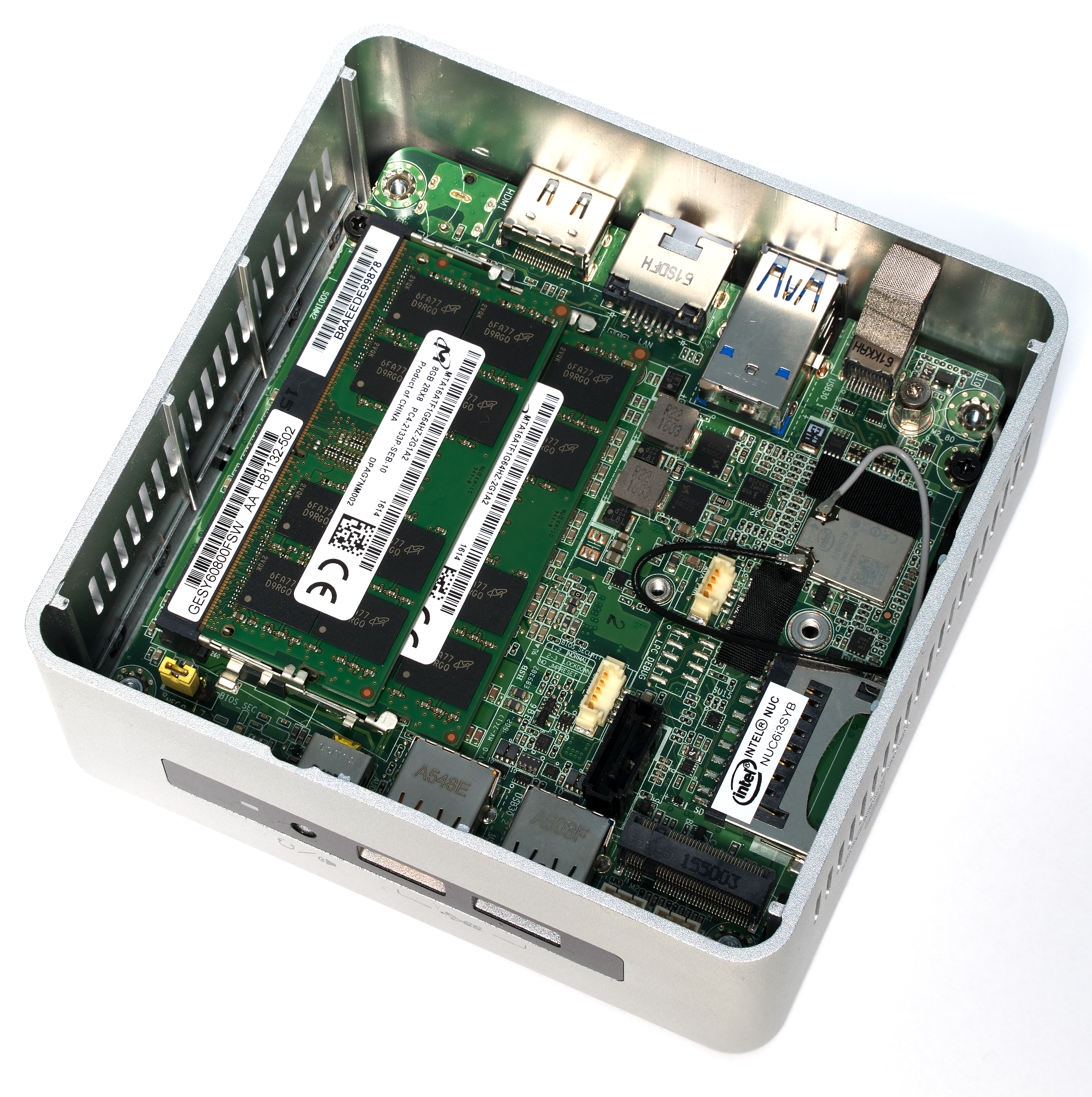
Dasselbe Gerät von innen: Der Speicherkartenslot ist das Bauteil mit dem Intel-Aufkleber unten rechts